# Philaethria dido
A Philaethria dido a rovarok (Insecta) osztályának lepkék (Lepidoptera) rendjébe, ezen belül a tarkalepkefélék (Nymphalidae) családjába és a helikonlepkék (Heliconiinae) alcsaládjába tartozó faj.
A Philaethria lepkenem típusfaja.

## Előfordulása
A Philaethria dido előfordulási területe Közép-Amerika és Dél-Amerika trópusi részei. Az Andok mindkét oldalán megtalálható. A fő elterjedési területe Brazília, Ecuador és Mexikó között van, azonban egyéb helyekre is elrepül, mint például Texas déli részén lévő Rio Grande völgyébe.

## Alfajai
- Philaethria dido chocoensis Constantino, 1999 - az Andok nyugati részének egyik endemikus lepkéje; Nyugat-Ecuadortól a kolumbiai Chocó megyéig található meg.
- Philaethria dido dido (Linnaeus, 1763) - a törzsalfaj nagyobb előfordulási területtel rendelkezik; a trópusi Dél-Amerikától és az Andok keleti oldaláról, egészen Texasig lelhető fel.[1]
- Philaethria dido panamensis Constantino & Salazar, 2010 - amint alfaj neve is mutatja, panamai elterjedésű.[2]

## Megjelenése
Szárnyfesztávolsága körülbelül 110 milliméter. Szárnyának felső része fekete, számos különböző méretű zöldes folttal; a szárny alja is ilyen, azonban barna és szürke pikkelyek is vannak. Ez a lepkefaj könnyen összetéveszthető a Siproeta stelenesszel. A színezetük igen hasonlít, viszont a szárnyalakjuk más, továbbá más élőhelyeken élnek; a szóban forgó lepke az erdősebb helyeket kedveli, míg a Siproeta stelenes a nyíltabb térségeket részesíti előnyben. A hernyó világoszöld számos vörös tüskeszőrzettel. A báb barna szürke foltozással, a felszíne érdes és a madarak ürülékét akarja utánozni.

## Életmódja
A röpte gyors és egyenes. Általában a lombkoronák között vagy a patakok mentén repül, de a tisztásokat és a mezőket is felkeresi. A hím magasan repül, viszont a nőstény csak 4 méteres magasságban. A tengerszinttől egészen 1200 méteres magasságig él. Az imágó tápláléka a kúszókafajok (Cissus) nektárja, míg a hernyóé a különböző golgotavirágok (Passiflora) levelei. Mexikóban júliustól decemberig repül.

### Fordítás
- Ez a szócikk részben vagy egészben  a   Philaethria dido című angol Wikipédia-szócikk ezen változatának fordításán alapul.  Az eredeti cikk szerkesztőit annak laptörténete sorolja fel. Ez a jelzés csupán a megfogalmazás eredetét és a szerzői jogokat jelzi, nem szolgál a cikkben szereplő információk forrásmegjelöléseként.